# Circonscription de Vervins
La circonscription de Vervins est une ancienne circonscription législative de l'Aisne sous la Troisième République de 1928 à 1940.

## Description géographique et démographique
La circonscription de Vervins correspond aux limites de l'arrondissement de Vervins. Elle était l'une des 7 circonscriptions législatives du département de l'Aisne.
Créée par la loi 21 juillet 1927, elle regroupait les divisions administratives suivantes : le canton d'Aubenton, le canton de Guise, le canton d'Hirson, le canton de La Capelle, le canton du Nouvion, le canton de Sains-Richaumont, le canton de Vervins et le canton de Wassigny.
Elle réunifie la 1re circonscription et la 2e circonscription de Vervins, créée par la loi du 13 février 1889 et supprimée par la loi du 12 juillet 1919.
La circonscription disparaît de facto, le 10 juillet 1940, avec la fin de la Troisième République et les pleins pouvoirs confiés au maréchal Philippe Pétain.
Au lendemain de la Libération en 1944, elle est officiellement supprimée par l'ordonnance du 17 août 1945 au profit d'une représentation proportionnelle départementale pour l'élection constituante de 1945.

## Historique des députations
| Législature      | Début         | Fin            | Député       | Parti | Parti         | Observation                                                 |
| ---------------- | ------------- | -------------- | ------------ | ----- | ------------- | ----------------------------------------------------------- |
| XIVe législature | 1er juin 1928 | 31 mai 1932    | Albert Hauet |       | Parti radical | Conseiller général du Nouvion-en-Thiérache et maire de Boué |
| XVe législature  | 1er juin 1932 | 31 mai 1936    | Albert Hauet |       | Parti radical | Conseiller général du Nouvion-en-Thiérache et maire de Boué |
| XVIe législature | 1er juin 1936 | 9 juillet 1940 | Albert Hauet |       | Parti radical | Conseiller général du Nouvion-en-Thiérache et maire de Boué |

## Historique des résultats

### Élections de 1928
Les élections législatives françaises de 1928 ont eu lieu les dimanches 22 et 29 avril 1928.
| Candidat       | Candidat        | Parti          | Premier tour | Premier tour | Premier tour | Premier tour |
| Candidat       | Candidat        | Parti          | Voix         | %            | Voix         | %            |
| -------------- | --------------- | -------------- | ------------ | ------------ | ------------ | ------------ |
|                | Albert Hauet    | PRRRS          | 10 920       | 44,04        | 13 805       | 57,41        |
|                | Émile Villemant | FR             | 8 477        | 34,19        | 7 922        | 32,95        |
|                | M. Proisy       | PC             | 3 443        | 13,89        | 2 247        | 9,34         |
|                | M. Régnier      | SFIO           | 1 955        | 7,88         | 71           | 0,30         |
|                |                 |                |              |              |              |              |
| Inscrits       | Inscrits        | Inscrits       | 28 147       | 100,00       | 28 147       | 100,00       |
| Abstentions    | Abstentions     | Abstentions    | 2 924        | 10,39        | 2 924        | 10,39        |
| Votants        | Votants         | Votants        | 25 223       | 89,61        | 25 223       | 89,61        |
| Blancs et nuls | Blancs et nuls  | Blancs et nuls | 428          | 1,70         | 1 178        | 4,67         |
| Exprimés       | Exprimés        | Exprimés       | 24 795       | 98,30        | 24 045       | 95,33        |

### Élections de 1932
Les élections législatives françaises de 1932 ont eu lieu les dimanches 1er et 8 mai 1932.
|                  | Albert Hauet*  | PRRRS          | 14 069 | 57,95  |  |  |
|                  | M. Charrier    | Rad. indep.    | 7 385  | 30,42  |  |  |
|                  | M. Depreux     | PCF            | 1 771  | 7,29   |  |  |
|                  | M. Kiefé       | SFIO           | 898    | 3,70   |  |  |
|                  | M. Ducamps     | -              | 156    | 0,64   |  |  |
|                  |                |                |        |        |  |  |
| Inscrits         | Inscrits       | Inscrits       | 27 560 | 100,00 |  |  |
| Abstentions      | Abstentions    | Abstentions    | 3 005  | 10,90  |  |  |
| Votants          | Votants        | Votants        | 24 555 | 89,10  |  |  |
| Blancs et nuls   | Blancs et nuls | Blancs et nuls | 276    | 1,12   |  |  |
| Exprimés         | Exprimés       | Exprimés       | 24 279 | 98,88  |  |  |
| * député sortant |                |                |        |        |  |  |

### Élections de 1936
Les élections législatives françaises de 1936 ont eu lieu les dimanches 26 avril et 3 mai 1936.
| Candidat         | Candidat        | Parti          | Premier tour | Premier tour | Second tour | Second tour |
| Candidat         | Candidat        | Parti          | Voix         | %            | Voix        | %           |
| ---------------- | --------------- | -------------- | ------------ | ------------ | ----------- | ----------- |
|                  | Albert Hauet*   | PRRRS          | 9 585        | 41,31        | 14 885      | 65,38       |
|                  | M. Chaigne      | AD             | 6 795        | 29,29        | 7 882       | 34,62       |
|                  | Lucien Depreux  | PC             | 3 070        | 13,23        | Retrait     | Retrait     |
|                  | Raymond Fischer | SFIO           | 2 327        | 10,03        | 14          | 0,06        |
|                  | M. Laguillez    | PDP            | 766          | 3,30         | 42          | 0,18        |
|                  | M. Bot          | DVD            | 515          | 2,22         | 19          | 0,08        |
|                  | M. Ducamps      | DVD            | 145          | 0,62         | 4           | 0,02        |
|                  |                 |                |              |              |             |             |
| Inscrits         | Inscrits        | Inscrits       | 27 070       | 100,00       | 27 058      | 100,00      |
| Abstentions      | Abstentions     | Abstentions    | 3 502        | 12,94        | 3 849       | 14,22       |
| Votants          | Votants         | Votants        | 23 568       | 87,06        | 23 209      | 85,78       |
| Blancs et nuls   | Blancs et nuls  | Blancs et nuls | 365          | 1,57         | 363         | 1,59        |
| Exprimés         | Exprimés        | Exprimés       | 23 203       | 98,43        | 22 846      | 98,41       |
| * député sortant |                 |                |              |              |             |             |